# Dumitru Petrescu

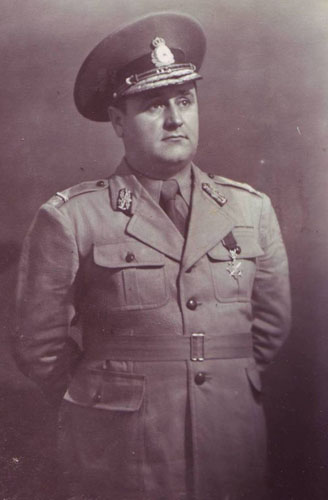
Dumitru Petrescu

Dumitru Petrescu (* 10. Mai 1906 in Bukarest; † 13. September 1969 ebenda) war ein Politiker der Rumänischen Kommunistischen Partei PCR (Partidul Comunist Român), der unter anderem zwischen 1948 und 1952 Vorsitzender des Staatlichen Komitees für Versorgung, von 1952 bis 1955 Finanzminister sowie zwischen 1955 und 1956 Vize-Vorsitzender des Ministerrates war. Er war zudem von 1965 bis 1968 Vorsitzender des Staatlichen Komitees für Arbeitsschutz sowie 1969 sowohl Vizepräsident des Staatsrates und Mitglied des Ständigen Präsidiums des Zentralkomitees der PCR.

## Leben

### Parteifunktionär, Gewerkschafter und Zweiter Weltkrieg
Dumitru Petrescu besuchte vier Jahre lang die Grundschule und begann 1918 zunächst eine Berufsausbildung in der Werkstatt Grivița des staatlichen Eisenbahnunternehmens Căile Ferate Române (CFR) in Bukarest. Nachdem er zwischen 1918 und Oktober 1920 eine Berufsausbildung in der Druckerei Socec absolviert hatte, kehrte er zur CFR-Werkstatt Grivița zurück und war dort bis August 1928 als Dreher tätig. Während der dortigen Tätigkeit übernahm er bereits 1921 verantwortliche Funktionen innerhalb der Uniunea Tineretului Comunist (UTC), der Jugendorganisation der damaligen Rumänischen Kommunistischen Partei PCdR (Partidul Comunist din România) und war von 1927 bis 1928 Mitglied der Sozialdemokratischen Partei PSD(Partidul Social Democrat Român) sowie zwischen 1928 und Oktober 1930 Mitglied der Sozialdemokratischen Arbeiterpartei (Partidul Social-Democrat al Muncitorilor din România). Er wurde 1928 Sekretär des Werkstättenverbandes der CFR-Werkstatt Grivița und besuchte zeitweise die Abendgewerbeschule. Im Juli 1932 wurde er Mitglied der Rumänischen Kommunistischen Partei PCdR und 1933 Sekretär des Gewerkschaftes in Bukarest. Am 14. Februar 1933 wurde er wegen der Teilnahme am Streik im Bukarester Stadtviertel Grivița festgenommen und am 19. August 1933 zu einer Freiheitsstrafe verurteilt, die er in Gefängnissen in Jilava, Văcărești und Craiova verbüßte. Nachdem ihm die Flucht gelang, emigrierte er zunächst in die Tschechoslowakei, wo er weiterhin politisch aktiv war.
1935 emigrierte Petrescu in die Sowjetunion und besuchte dort von 1935 bis 1938 die Internationale Lenin-Schule der Kommunistischen Internationale (Komintern) in Moskau. Während des Zweiten Weltkrieges wurde er als Major (Maior) Leiter der Sektion Bildung und Kultur der 1. Rumänischen Freiwilligen-Division (Divizia Tudor Vladimirescu) und war danach als Oberstleutnant (Locotenent-colonel) zwischen dem 1. Dezember 1943 und dem 9. Mai 1945 Politoffizier der 2. Rumänischen Freiwilligen-Division (Divizia Horea, Cloșca și Crișan).

### Nachkriegszeit, Aufstieg zum Generalmajor und Mitglied der Großen Nationalversammlung
Im Februar 1945 wechselte Dumitru Petrescu in die Generaldirektion für Bildung, Kultur und Propaganda der Armee und war dort zunächst Generalunterinspektor sowie im Anschluss zwischen dem 6. August 1947 und 1948 Generalinspektor. Als solcher wurde er am 14. Juli 1947 zum Brigadegeneral (General de brigadă) befördert. Er war zugleich von 1945 bis 1948 Direktor der Armeezeitung Glasul Armatei („Die Stimme der Armee“) und wurde am 25. Juli 1948 als Generalmajor (General-maior) zur besonderen Verfügung des Generalsekretariat des Ministeriums für Nationale Verteidigung gestellt und war 1948 für einige Monate Chef der Politischen Hauptverwaltung der Armee, ehe er von 1948 bis April 1951 Leiter der Abteilung Versorgung des Zentralkomitees (ZK) der nunmehrigen Rumänischen Arbeiterpartei PMR (Partidul Muncitoresc Român).
1948 wurde er zudem Mitglied der Großen Nationalversammlung (Marea Adunare Națională) und vertrat in dieser bis 1952 den Wahlkreis Gorj. Am 15. Dezember 1949 wurde er im Rang eines Generalmajors in die Reserve versetzt. Auf dem Sechsten Parteitag der PMR (21. bis 23. Februar 1948) wurde er Kandidat des Zentralkomitees (ZK) der PMR. Am 13. April 1948 wurde Petrescu Vorsitzender des Staatlichen Komitees für Versorgung (Comitetul de Stat al Aprovizionării) und bekleidete diese Funktion bis zu seiner Ablösung durch Emil Stanciu am 9. März 1952, wobei er am 14. Januar 1951 im Range eines Ministers in das vierte Kabinett Groza übernommen wurde.

### Präsident der Großen Nationalversammlung, Minister und Vize-Ministerpräsident
Im Juli 1949 wurde Dumitru Petrescu als Nachfolger von Constantin Pârvulescu erstmals Präsident der Großen Nationalversammlung und hatte dieses Amt bis Dezember 1949 inne, woraufhin Alexandru Drăghici seine Nachfolge antrat. Im Januar 1950 wiederum übernahm er von Alexandru Drăghici erneut das Amt des Präsidenten der Großen Nationalversammlung und bekleidete dieses nunmehr bis zu seiner Ablösung durch Constantin Doncea im Mai 1950. Am 24. Januar 1950 wurde er auf einem ZK-Plenum erstmals Mitglied des ZK der PMR und gehörte diesem Gremium bis zum 28. Dezember 1955 an. Zugleich wurde er am 24. Januar 1950 auch Mitglied des Organisationsbüros des ZK und gehörte dem Führungsgremium der Partei bis zum 27. Mai 1952 an.
Am 9. März 1952 wurde Petrescu Nachfolger von Vasile Luca als Finanzminister (Ministrul finanțelor) im vierten Kabinett Groza und bekleidete dieses Ministeramt auch im ersten Kabinett Gheorghe Gheorghiu-Dej (2. Juni 1952 bis 28. Januar 1953) sowie im zweiten Kabinett Gheorghe Gheorghiu-Dej (28. Januar 1953 bis 4. Oktober 1955). Danach war er im ersten Kabinett Stoica vom 4. Oktober 1955 bis zu seiner Ablösung durch Gheorghe Hossu am 11. Mai 1956 Vize-Vorsitzender des Ministerrates (Vicepreședinte al Consiliului de Miniștri).

### Rückkehr in Partei- und Regierungsfunktionen
Nachdem Dumitru Petrescu zehn Jahre lang keine Partei- und Regierungsämter innegehabt hatte, wurde er auf dem Neunten Parteitag der PCR (19. bis 24. Juli 1965) abermals Kandidat des ZK der PCR. Am 30. Dezember 1965 wurde er Vorsitzender des Staatlichen Komitees für Arbeitsschutz (Președintele Comitetului de Stat pentru Protecția Muncii) und bekleidete diese Funktion bis zum 9. Februar 1968, wobei er als solcher im Rang eines Ministers dem dritten Kabinett bis zum 9. Dezember 1967 an. Danach war er zwischen dem 9. März 1968 und dem 13. März 1969 Erster Vize-Minister für Arbeit sowie zugleich vom 3. März 1968 bis zum 15. März 1969 Leiter der Generaldirektion für staatliche Reserven (Direcția Generală a Rezervelor Statului). 1968 wurde er außerdem Vizepräsident des Nationalrates der Sozialistischen Einheitsfront FUS (Frontul Unității Socialiste).
Am 2. März 1969 wurde Petrescu abermals Mitglied der Großen Nationalversammlung und vertrat in dieser bis zu seinem Tode am 13. September 1969 den Bukarester Wahlkreis Parcul Libertății. Er war daraufhin zwischen dem 2. und 13. März 1969 kurzzeitig Sekretär des Parlamentsausschusses für Wirtschaft und Finanzen (Comisiei economico-financiare). Daraufhin wurde er am 13. März 1969 auch Vizepräsident des Staatsrates (Consiliul de Stat al României), des kollektiven Staatspräsidiums, und hatte auch dieses Amt bis zu seinem Tode inne. Zuletzt wurde er auf dem Zehnten Parteitag der PCR (6. bis 12. August 1969) Mitglied des ZK der PCR, Mitglied des Exekutivkomitees des ZK sowie Mitglied des Ständigen Präsidiums des ZK der PCR und gehörte diesem obersten Führungsgremium der Partei bis zu seinem Tode am 13. September 1969 an.
Für seine langjährigen Verdienste wurde er unter anderem 1947 mit dem Militärorden Michael der Tapfere Dritter Klasse mit Schwertern (Ordinul Mihai Viteazul) sowie 1949 mit dem Orden der Arbeit Zweiter Klasse (Ordinul Muncii) ausgezeichnet und erhielt zahlreiche ausländische Orden und Auszeichnungen.